# 드리아데스
드리아데스(그리스어: Δρυάδες)는 그리스 신화에 나오는 나무의 요정이다. 
그리스어로 days는 "참나무"를 뜻하며, 인도 유럽어족의 "나무"나 "목재"를 뜻하는 *derew(o)-에 뿌리를 두고 있다.
이에서 볼 수 있듯 드리아데스는 참나무의 요정을 가리키는 말이었으나 시간이 지나 일반적으로 모든 나무의 요정을 가리키는 말로 쓰이게 되었다.

## 인용
1. ↑  Graves, ch. 86.2; p. 289

## 같이 보기
- 오리아드
- 길레 두브
- 엘프
- 살라반지카

## 참고 문헌
- Graves, Robert (1955). 《Greek Myths》. London: Penguin. ISBN 0-14-001026-2.